# Żagiew wielogłowa

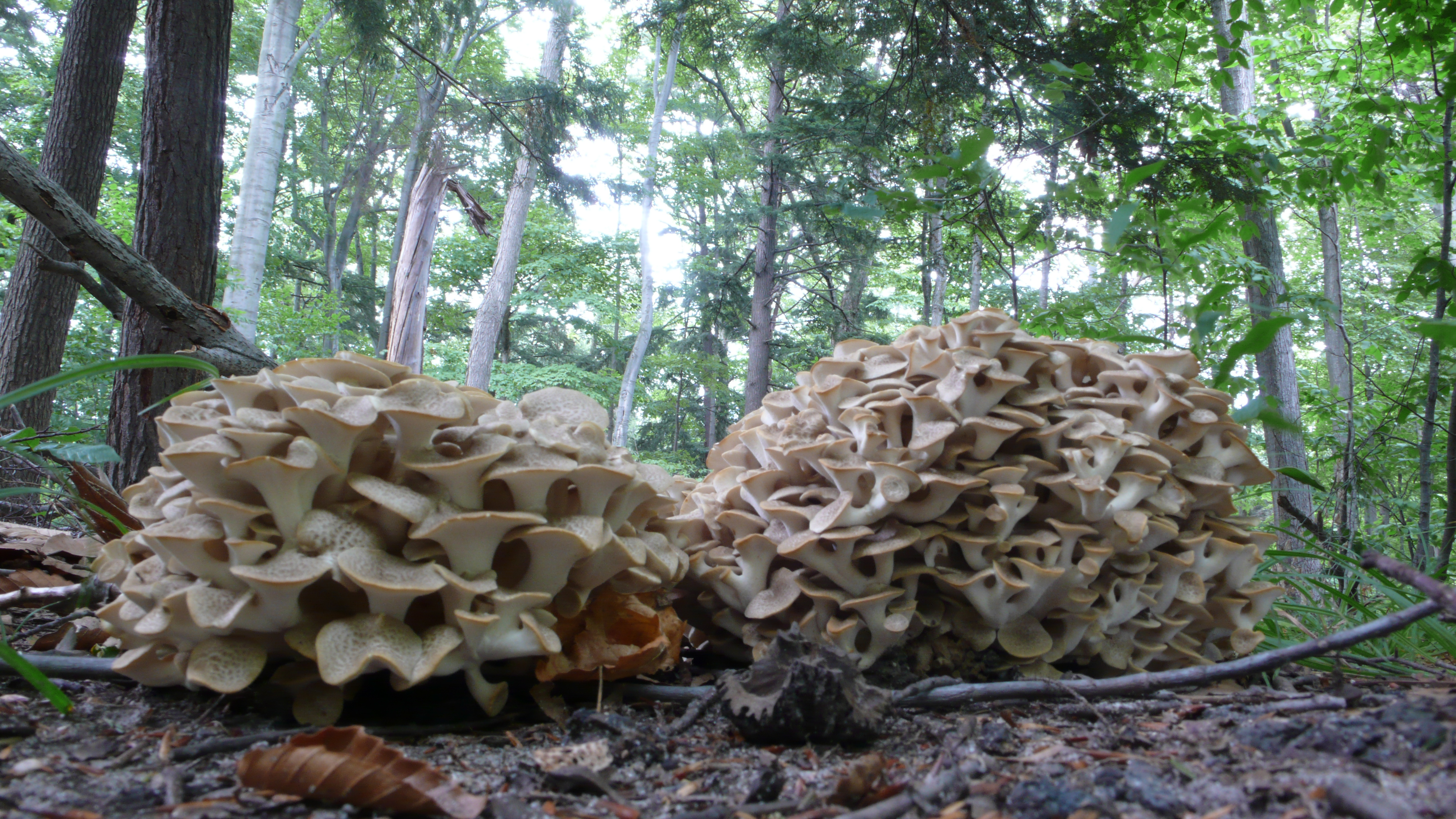

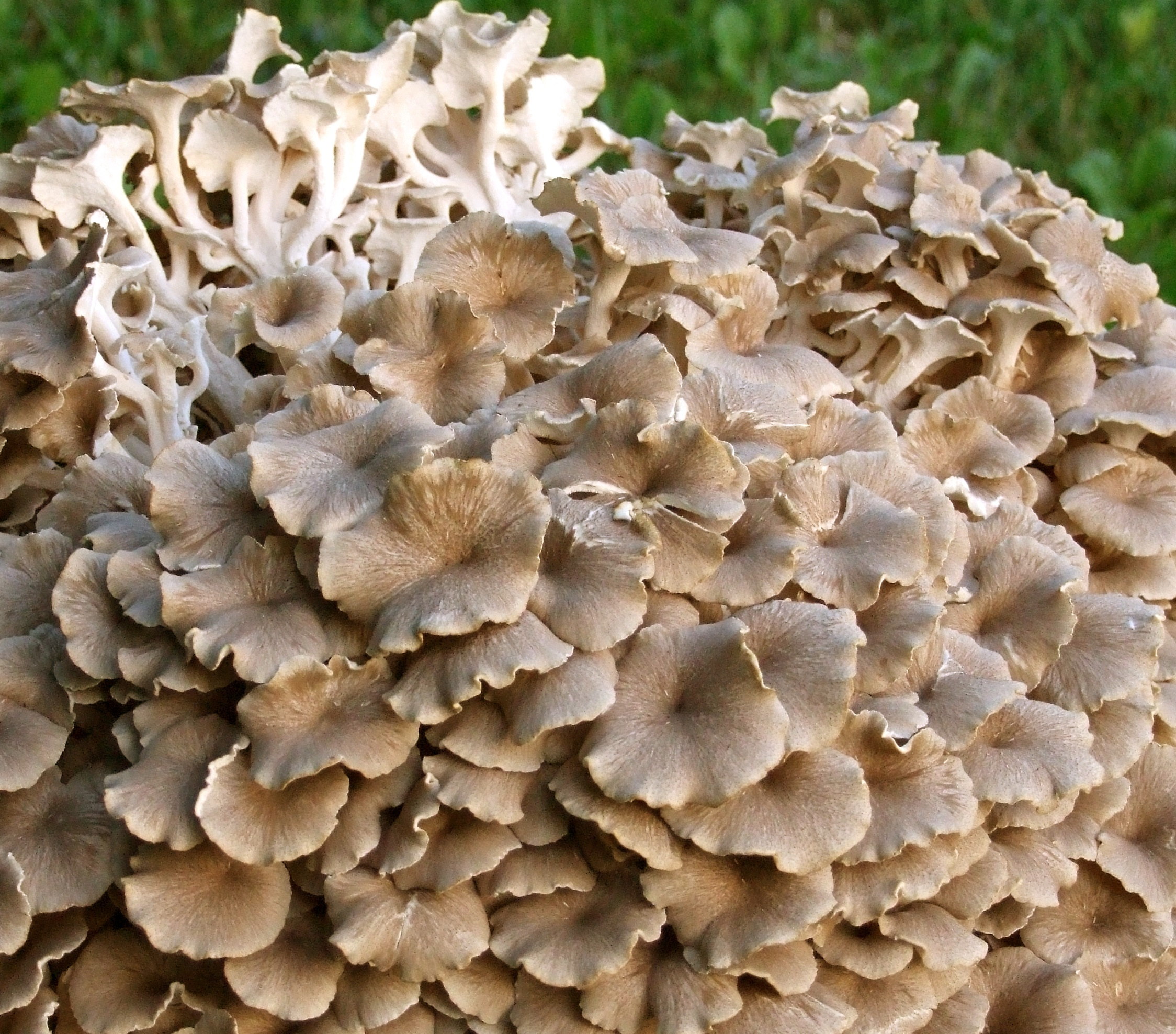

Żagiew wielogłowa (Polyporus umbellatus (Pers.) Fr.) – gatunek grzybów należący do rodziny żagwiowatych (Polyporaceae).

## Systematyka i nazewnictwo
Pozycja w klasyfikacji według Index Fungorum: Polyporus, Polyporaceae, Polyporales, Incertae sedis, Agaricomycetes, Agaricomycotina, Basidiomycota, Fungi.
Po raz pierwszy takson ten zdiagnozował w 1801 r. Christian Hendrik Persoon nadając mu nazwę Boletus umbellatus. Obecną, uznaną przez Index Fungorum nazwę nadał mu w 1821 r. Elias Fries, przenosząc go do rodzaju Polyporus.
Synonimy naukowe:

- Boletus ramosissimus Scop. 1772
- Boletus ramosus Vahl 1797
- Boletus umbellatus Pers. 1801
- Cerioporus umbellatus (Pers.) Quél. 1888
- Cladodendron umbellatum (Pers.) Lázaro Ibiza 1916
- Cladomeris umbellata (Pers.) Quél. 1886
- Dendropolyporus umbellatus (Pers.) Jülich 1982
- Fungus ramosissimus (Scop.) Paulet 1793
- Grifola ramosissima (Scop.) Murrill 1904
- Grifola umbellata (Pers.) Pilát 1934
- Merisma umbellatum (Pers.) Gillet 1878
- Pocillaria umbellata (Pers.) Kuntze 1891
- Polypilus ramosissimus (Scop.) Bondartsev & Singer 1941
- Polypilus umbellatus (Pers.) P. Karst. 1882
- Polyporus chuling Shirai 1905
- Polyporus ramosissimus (Scop.) J. Schröt. 1888
- Sclerotium giganteum Rostr. 1889[2].

Nazwę polską zaproponował Władysław Wojewoda w 1999 r. W polskim piśmiennictwie mykologicznym gatunek ten ma też inne nazwy: huba okółkowa, żagiew okółkowa, wielogłówka okółkowa.

## Morfologia
Ze wspólnego trzonu wyrastają rozgałęzione, gęste zbiorowiska licznych owocników, kształtem przypominające nieregularne, kuliste formy o średnicy 10 – 50 cm.
Kapelusz
Średnicy 2–4 cm, nieregularny, z włókniście zamszową i łuskowato popękaną powierzchnią. Łuski ochrowo-brązowe do siwo-brązowych.
Rurki
1–1,5 mm długości, słomkowożółte, daleko zbiegające na trzon.
Trzon
Białawy, czasem kremowy, nieregularnie przyłączony do sąsiednich trzonów, wyrastający z rozgałęzionej miąższowej podstawy – skleroty, pobierającej składniki odżywcze z podłoża.
Miąższ
Białawy, mięsisty; zapach przyjemny, przypomina koper; smak przyjemny, z cierpkim posmakiem.
Wysyp zarodników
Biały. Zarodniki cylindryczne, gładkie, bezbarwne, 7–10 × 3–4 µm.
Gatunki podobne
Jadalna żagwica listkowata (Grifola frondosa). Jej pojedyncze kapelusze mają łopatkowaty, kształt wachlarzowaty, łopatkowaty, klinowaty bez centralnie osadzonych trzonów.

## Występowanie i siedlisko
W Polsce gatunek rzadki. Do 2020 r. podano około 100 jego stanowisk. Znajduje się na Czerwonej liście roślin i grzybów Polski. Ma status V – gatunek narażony, który zapewne w najbliższej przyszłości przesunie się do kategorii wymierających, jeśli nadal będą działać czynniki zagrożenia. Znajduje się na listach gatunków zagrożonych także w Austrii, Belgii, Niemczech, Danii, Estonii, Litwie, Norwegii, Holandii, Szwecji, Finlandii. W latach 1983–2014 objęty był ochroną ścisłą, a od roku 2014 ochroną częściową. Dopuszczone jest pozyskiwanie owocników w celach gospodarczych po uzyskaniu stosownych
zezwoleń.
Naziemny grzyb saprotroficzny. Pojawia się od lata do jesieni na korzeniach żywych drzew liściastych i przy pniach. W tym samym miejscu owocuje przez wiele lat. Stwierdzono występowanie na klonach, bukach i dębach. Owocniki pojawiają się od czerwca do października.

## Znaczenie
- Grzyb jadalny, nadaje się na zupę grzybową. Popularny zwłaszcza we wschodniej Słowacji[4].
- Grzyb leczniczy. Ma działanie przeciwnowotworowe, immunomodulacyjne, hepatoprotekcyjne i antyastmatyczne[8].